# Laura Hope Crews

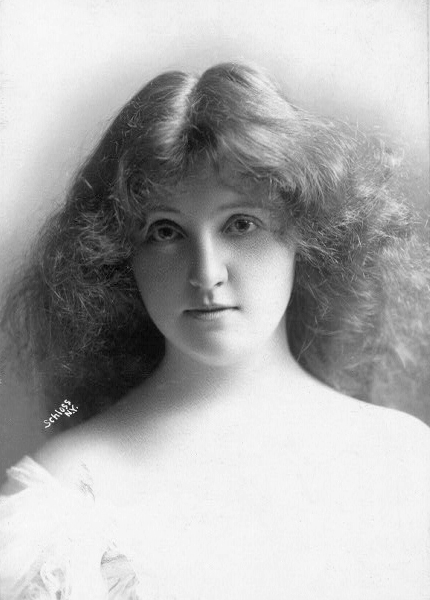
Laura Hope Crews, 1902.

Laura Hope Crews, född 12 december 1879 i San Francisco, Kalifornien, död 12 november 1942 i New York, var en amerikansk skådespelare. Crews var från 1900-talets början verksam som teaterskådespelare. Rollerna på Broadway blev ett stort antal och hon var verksam där under åren 1903–1942. Crews medverkade också i över 35 Hollywoodfilmer. Hon hade bland annat en roll i storfilmen Borta med vinden 1939.
Hon har tilldelats en stjärna för filminsatser på Hollywood Walk of Fame vid adress 6251 Hollywood Blvd.

## Filmografi, urval
- 1933 – Alltid i mina tankar...
- 1936 – Kameliadamen
- 1937 – Ängeln
- 1938 – Mellan två valser
- 1939 – Borta med vinden
- 1939 – Dårskapens marknad
- 1939 – Minns du?
- 1940 – Fågel blå
- 1941 – En bit av himlen
- 1941 – Farlig kvinna